# AADL
AADL (hay còn gọi là Ngôn Ngữ Thiết Kế và Phân Tích Kiến Trúc) là viết tắt theo tên tiếng Anh của Architecture Analysis and Design Language. Nó là một ngôn ngữ đặc tả kiến trúc được chuẩn hóa bởi tổ chức SAE. AADL được phát triển đầu tiên ở trong lĩnh vực Khoa Học Điện Tử áp dụng vào Ngành Hàng Không, và được biết đến với cái tên ban đầu là Ngôn Ngữ Đặc Tả Kiến Trúc Khoa Học Điện Tử Hàng Không. Nó được bắt nguồn từ MetaH, một ngôn ngữ đặc tả kiến trúc, đề xuất bởi Trung tâm Công nghệ Cao ở HoneyWell.
AADL được dùng để mô hình hóa kiến trúc của phần cứng và phần mềm trong các hệ thống nhúng thời gian thực. Do tầm quan trọng của việc mô tả kiến trúc các hệ thống nhúng, mà AADL đã tập trung vào việc mô hình hóa cả các thành phần của phần cứng và phần mềm (các thành phần của phần cứng còn được gọi với cái tên là "nền tảng thực thi" được cấu thành theo một tiêu chuẩn xác định). Các mô hình kiến trúc này có ứng dụng rộng rãi trong các tài liệu thiết kế, tài liệu phân tích (ví dụ như lập kế hoạch và điều chỉnh luồng dữ liệu), sinh mã tự động (có sử dụng kèm các công cụ khác) thông qua UML.